# Jim Cash
Jim Cash (Boyne City, 17 gennaio 1941 – East Lansing, 25 marzo 2000) è stato uno sceneggiatore statunitense.
Visse a Grand Rapids. Cash ricevette una laurea in inglese nel Michigan State University nel 1970. Cash continuò a vivere a East Lansing, Michigan.
Lavorò quasi sempre in coppia con lo sceneggiatore Jack Epps Jr.

## Filmografia
- Top Gun (1986)
- Pericolosamente insieme (1986)
- Il segreto del mio successo (1987)
- Turner e il casinaro (1989)
- Dick Tracy (1990)
- Sister Act - Una svitata in abito da suora (1992)
- Anaconda (1997)
- I Flintstones in Viva Rock Vegas (2000)
- Anaconda - Alla ricerca dell'orchidea maledetta (2004)